# Julius Theodor Bagmihl
Julius Theodor Bagmihl († um 1857. o. 1858) war ein Maler und Zeichenlehrer in Stettin.

## Leben
Als sein herausragendes Lebenswerk darf das Pommersche Wappenbuch angesehen werden. Die fünf Bände erschienen 1846 bis 1855 in Stettin. Sie enthalten neben Wappen- auch Siegelabbildungen und mehr oder weniger kurze Aufrisse zu einzelnen Familien des pommerschen Adels, deren urkundliche Nennungen und Güterbesitz.
Julius Theodor Bagmihl war 1851 zum Zeitpunkt der Jubiläums-Messe (Buchhändlerbörse) zu Leipzig Mitglied des Börsenvereins Deutscher Buchhändler. Als Wohnort wurde damals das Verlagshaus H. G. Essenbart (Essenbart`s Erbin) in Stettin angegeben. Bereits im Vorjahr wurde er als Inhaber dieser Buchdruckerei mit Sitz in der Stettiner Wollweberstraße 554 und als ordentliches Mitglied der Gesellschaft für Pommersche Geschichte und Alterthumskunde geführt.
Aus seinem Nachlass wurde die so genannte Sammlung Bagmihl 1858 vom Staatsarchiv Stettin aufgekauft. Es handelt sich um Materialsammlungen zur Geschichte des pommerschen Adels und Genealogien einzelner Familien. Sie wurde dort unter der Signatur Rep. 40: III Nr. 2 bis 6, 25, 31. IV Nr. 2, 10, 12. geführt.
Bagmihl leistete durch sein Wirken einen bedeutenden Beitrag zur Sammlung und Fixierung der Pommerschen Landesgeschichte.